# Prince of the City
Prince of the City, alternativ auch Prince of the City – Die Herren der Stadt, ist ein US-amerikanischer Polizeifilm von Sidney Lumet aus dem Jahr 1981. Das Drehbuch beruht auf dem gleichnamigen Roman von Robert Daley.

## Handlung
Daniel Ciello ist seit acht Jahren Polizeiermittler beim Rauschgiftdezernat des New York City Police Department. Als er der Korruption überführt wird, bietet ihm die Staatsanwaltschaft Straffreiheit an, falls er mit den Ermittlungsbehörden zusammenarbeite.
Auf einer Party spricht ihn ein Kollege auf das Gerücht an, dass er mit der Staatsanwaltschaft kooperiere. Ciello bestätigt, fügt jedoch hinzu, dass er die engsten Mitarbeiter nicht ausliefere. Kurz darauf erscheint in einer Zeitung ein Bericht, in dem Ciello als Informant der Staatsanwaltschaft namentlich erwähnt wird. Er und seine Familie werden daher unter ständigen Schutz gestellt.
Ciello wird von seinem Cousin Nick Napoli gewarnt, dass man vorhabe, ihn zu töten. Man habe sich deswegen sogar an ihn gewandt, was er jedoch abgelehnt habe. Wenig später wird Napoli selbst ermordet in einem Müllbehälter aufgefunden.
Ciellos früherem Kollegen Michael Blomberg soll der Prozess gemacht werden. Ciello ist bereit zu lügen, um Blomberg zu decken. Die Anwälte warnen ihn jedoch vor den Folgen eines Meineids. Blombergs Anwalt und einige Zeugen werfen Ciello vor, er habe mehr Straftaten begangen, als bisher bekannt geworden sei. Einer der Zeugen unterzieht sich einem Lügendetektortest, bei dem er der Lüge überführt wird.
Ciello versucht seine Kollegen zu überreden, ebenfalls mit der Staatsanwaltschaft zusammenzuarbeiten. Einer der Polizisten begeht Selbstmord.

## Hintergrund
Die Hauptrolle wurde Al Pacino angeboten, der jedoch ablehnte. Als Regisseur war ursprünglich Brian De Palma vorgesehen, der monatelang am Drehbuch arbeitete, bevor Lumet das Projekt übernahm.
Der Film wurde in New York gedreht und spielte in den US-Kinos ca. 8,1 Millionen Dollar ein.

## Kritiken
Das Lexikon des internationalen Films bezeichnet den Film als „außergewöhnlich“, „zeitgemäß“ und „stimmungsgeladen“.

## Auszeichnungen
Jay Presson Allen und Sidney Lumet waren 1982 für den Oscar für das beste adaptierte Drehbuch sowie für den Preis der Writers Guild of America nominiert. Sidney Lumet (Beste Regie), der Film selbst (Bester Film/Drama) und Treat Williams (Bester Hauptdarsteller/Drama) waren für einen Golden Globe nominiert.
Der Film war 1982 zudem als bester Film für den Edgar Allan Poe Award nominiert. Sidney Lumet gewann 1981 den New York Film Critics Circle Award sowie den Pasinetti Award der Internationalen Filmfestspiele von Venedig und 1982 den Kansas City Film Critics Circle Award.
Das National Board of Review zählte den Film zu den Top Ten des Jahres. Die National Society of Film Critics nominierte Jerry Orbach als besten Nebendarsteller.
Der New York Film Critics Circle zeichnete Lumet als besten Regisseur aus und nominierte Jay Presson Allen und Sidney Lumet für das beste Drehbuch sowie Jerry Orbach als besten Nebendarsteller.